# Jarmila Šusterová
Jarmila Šusterová-Horčičková (28. března 1932 Praha – 24. července 2017) byla první stálá programová hlasatelka Československé televize.

## Život
Po absolvování školy nejdříve dva roky pracovala v právním oddělení podniku zahraničního obchodu. Od roku 1953 nastoupila do dětské redakce Československé televize. V roce 1956 byla přijata jako první stálá programová hlasatelka Československé televize. V období normalizace v roce 1971 musela z politických důvodů odejít z obrazovky. V roce 1990 došlo k její rehabilitaci a dále mohla již vystupovat v jakémkoliv pořadu. V letech 1991–1996 byla poslankyní Prahy 8. V období 1991–1994 byla oddávajícím úředníkem a dva roky konala obřady vítání občánků v rámci obvodu Praha 8.
V březnu 1994 byla u startu vysílání studia kabelové televize na sídlišti v pražských Ďáblicích, kde bydlela. Televizní práce jí byla vlastní a tak není divu, že moderovala živě vysílané besedy u kulatého stolu na místní témata – činnost radnice Prahy 8, privatizace bytového fondu atd. Ve studiu v jednom ze sídlištních věžáků se také poprvé setkala s Marií Tomsovou, hlasatelskou legendou, rovněž bydlící v dosahu vysílání TES TV. Jejich povídání na téma televizní práce je dodnes zachované na archivní S-VHS kazetě. 